# Grzegorz Pacek
Grzegorz Pacek (ur. 16 maja 1965 w Puławach) – polski reżyser filmów fabularnych i dokumentalnych, scenarzysta, sporadycznie także aktor.
W latach 1984–88 studiował na Wydziale Inżynierii Środowiska Politechniki Warszawskiej. W 1995 roku ukończył studia na wydziale reżyserii PWSFTviT w Łodzi.
W 2008 roku na Koszalińskim Festiwalu Debiutów Filmowych „Młodzi i Film” zdobył Grand Prix „Wielki Jantar” za debiut reżyserski - Środa, czwartek rano z Joanną Kulig i Pawłem Tomaszewskim.

## Filmografia
- 2007 - Środa, czwartek rano - reżyser, scenarzysta, aktor

### Filmy dokumentalne
- 1994 - Serbowie to dobrzy ludzie - reżyseria, scenariusz
- 1996 - Podatek od marzeń - reżyseria, montaż
- 1997 - List z Argentyny - scenariusz, reżyseria
- 2000 - Mongolski ślad - reżyseria, scenariusz
- 2000 - Jestem zły - scenariusz i reżyseria
- 2002 - Ulica Wapienna w serii Nasz Spis Powszechny - reżyseria, scenariusz
- 2005 - Idź do Luizy - reżyseria, scenariusz
- 2006 - Tsunami: A Year After, tytuł oryginalny Tsunami - Meta apo ena hrono - operator
- 2011 - Tato poszedł na ryby - scenariusz, reżyseria, produkcja, dźwięk na planie, montaż

## Nagrody i wyróżnienia
- 1998 - List z Argentyny - Krakowski Festiwal Filmowy - Nagroda za scenariusz Nagroda pozaregulaminowa Agencji Scenariuszowej
- 2000 - List z Argentyny - Szczecin Mały Przegląd Form Dokumentalnych - Grand Prix
- 2001 - Jestem zły - Kazimierz Dolny (Lato Filmów) Korona Króla Kazimierza czyli nagroda publiczności w kat. filmu dokumentalnego
- 2001 - Jestem zły - Krakowski Festiwal Filmowy - Grand Prix „Złoty Lajkonik”
- 2001 - Jestem zły - Europejski Festiwal Filmów Dokumentalnych dokumentART Neubrandenburg/Szczecin - nagroda landu Meklemburgia-Pomorze Przednie: Findling Prize (Findlingspreis LVFK)
- 2001 - Jestem zły - Prix Europa zaliczony do 10 najlepszych filmów w kategorii: Curent Affairs
- 2003 - Ulica Wapienna - Płowdiw FF Telewizyjnych - Grand Prix w kategorii filmów dokumentalnych
- 2003 - Ulica Wapienna - IDFA Amsterdam (Międzynarodowy Festiwal Filmów Dokuemntalnych) – oficjalna selekcja
- 2005 - Idź do Luizy - Łódź Ogólnopolski Festiwal Mediów Człowiek w Zagrożeniu Nagroda Wojewódzkiego Funduszu Ochrony Środowiska i Gospodarki Wodnej w Łodzi
- 2005 - Idź do Luizy - Gdańsk Międzynarodowy Festiwal „Godność i Praca” - Grand Prix „Bramy Wolności"
- 2005 - Idź do Luizy - Lublin Międzynarodowe Dni Filmu Dokumentalnego „Rozstaje Europy” - Grand Prix
- 2006 - Idź do Luizy - Praga One World Human Rights Film Festival - Wyróżnienie Honorowe
- 2006 - Idź do Luizy - Warszawa Międzynarodowy Festiwal Filmowy Watch Docs Prawa Człowieka w Filmie - Wyróżnienie Specjalne
- 2008 - Środa, czwartek rano - Koszaliński Festiwal Debiutów Filmowych „Młodzi i Film” - nagroda z debiut Grand Prix „Wielki Jantar"